# Глуховка (Белгородская область)
Глуховка — село в Алексеевском районе (городском округе, с 2018) Белгородской области, центр Глуховского сельского поселения.

## Описание
Расположено в восточной части области, в 11 км к северу от районного центра, города Алексеевки.  
| 1859 | 1897 | 2002 | 2010 |
| ---- | ---- | ---- | ---- |
| 772  | ↘614 | ↗854 | ↗939 |

Улицы и переулки
| - ул. Дорожная - ул. Лесная - ул. Молодежная - ул. Парковая - ул. Садовая - ул. Солнечная - ул. Школьная | - 1-й Дорожный пер. - 1-й Школьный пер. - 2-й Дорожный пер. - 2-й Школьный пер. - 3-й Школьный пер. - 4-й Школьный пер. |

## История
«Местное предание объясняет название по скрытому, "глухому" месту, занимаемому селом. Село обосновалось в лесу и было хорошо спрятано.» Так пишет воронежский краевед В.А.Прохоров в книге "Надпись на карте". Он и другие знатоки прошлого считают, что возникла Глуховка в 17-м столетии, в 1637 году. Первыми поселенцами были ссыльные провинившиеся крестьяне, поскольку дремучие и опасные места не привлекали добровольцев на житье.
Первые упоминания о Глуховке обнаружены в документе 1708 года, Воевода Усерда П. Вердеревский сообщал полковнику И.И.Тевяшову об уходе к "бунтовщику" Булавину крестьян Усердского уезда и об угоне ими лошадей. В донесении перечисляются имена жителей села Иловского и Глуховского и деревни Середней" Филиппа Лопатина, Парфёна Рогатушкина, Леона Ушакова, Лариона Белевцева, Трофима Бочарова, Парфёна Рощупкина, Потапа Опарина, Герасима Евдокимова - всего их было 31 человек. Примечательно, что в том же документе село называется Хлуховское.
К 1801 году село разрослось до 52 дворов, в которых проживало 243 мужчины и 225 женщин. Была и деревянная церковь во имя архангела Михаила. Об этом сообщает Г.Германов в статье "Постепенное распространение однодворческого населения в воронежской губернии".
Дальнейший рост села отмечен в справочнике "Список населенных мест Воронежской губернии" (1859 г.), где сообщается, что в Глуховском - 95 дворов (388 муж. и 384 жен.), имеются православная церковь, почтовая станция и колодцы. 
Местность между тем мало изменилась и к более позднему времени. В 1884 году о Глуховке сообщается: "Село это и ныне не видно из-за леса и только с северной стороны, единственно доступной к селу, виднеется старинная деревянная церковь. Несмотря на свое высокое положение на высокой горе и отсутствие не только реки, но и пруда, в Глуховке питьевой воды много и близка она к поверхности земли (аршина на два), на вкус вода не приятна. В том же источнике: "Близ Глуховки проходит большая столбовая дорога из Острогожска до Бирюча. По обе стороны этой дороги еще в царствование Екатерины II  были посажены вербы, из которых уцелели только около Глуховки и под Бирючом, хотя по остаткам пней и одиноко-растущим деревьям можно видеть, что эти вербы были рассажены по обеим сторонам большой дороги в виде аллеи." По этой дороге перевозили почтовые грузы и пассажиров, на почтовой станции в Глуховке насчитывалось 12 лошадей. Одновременно дорога являлась трактом для передвижения войск, различных команд и арестованных. 
Упоминается в Памятной книжке Воронежской губернии за 1887 год как "село Глуховское" Иловской волости Бирюченского уезда. Число жителей обоего пола — 792, число дворов — 106.

## Образование
В селе действует Муниципальное бюджетное общеобразовательное учреждение «Глуховская средняя общеобразовательная школа».

## Религия
Глуховка относится к Валуйско-Алексеевской епархии.
В селе действует храм Архангела Михаила.

### Памятники и мемориалы
Памятник 73-м воинам-землякам, не вернувшимся с фронтов войны.

## Известные люди
Смурыгин, Афанасий Михайлович (1903 — 1967) — передовик советского сельского хозяйства, Герой Социалистического Труда (1948).
 Первых, Тихон Афанасьевич (1910) — передовик советского сельского хозяйства, Герой Социалистического Труда (1948).
 Ярцев, Максим Михайлович (1914 — 1948) — передовик советского сельского хозяйства, Герой Социалистического Труда (1948).
 Смурыгин, Николай Васильевич (1915 — 1953) — передовик советского сельского хозяйства, Герой Социалистического Труда (1948).
 Порохня, Евдокия Максимовна (1941) — передовик советского сельского хозяйства, Герой Социалистического Труда (1973).